# Ercole Bevilacqua

Stemma dei Bevilacqua.

Ercole Bevilacqua (1554 – Ferrara, 13 dicembre 1600) è stato un militare italiano.

## Biografia
Era figlio di Ercole Bevilacqua (1528-1553), conte di Maccastorna e di Eleonora Pio di Savoia (?-1596). Crebbe alla corte del cardinale Luigi d'Este. Nel 1574 combatté nella Fiandre per il re Carlo IX. Ricoprì importanti incarichi per la famiglia D'Este, tra cui cameriere segreto e consigliere di Stato e di guerra del duca di Ferrara Alfonso II d'Este.
Nel 1575 sposò Bradamante d'Este (c. 1548-1632), figlia naturale di Francesco d'Este, che portò alla famiglia Bevilacqua una ricca dote.
Nel 1590, convocato al cospetto del duca Alfonso II, venne intimato di lasciare Ferrara a causa delle ire scatenate dal marito Ercole Trotti, per essersi il Bevilacqua invaghito di sua moglie Anna Guarini, cantante di corte. Si stabilì a Sassuolo e rientrò in città nel 1598, solo dopo la morte del duca Alfonso, con la devoluzione di Ferrara allo Stato Pontificio, grazie anche ai favori del parente cardinale Bonifazio Bevilacqua Aldobrandini.
Morì forse avvelenato a Ferrara il 13 dicembre 1600.

## Discendenza
Ercole e Bradamante ebbero dodici figli:
- Ernesto (1578-1624), militare al servizio degli Estensi, 1º Marchese di Bismantova e conte di Maccastorna
- Carlo (1579-1640), religioso
- Eleonora (1580-?)
- Francesco (1585-1629), militare al servizio degli Estensi, 2º Marchese di Bismantova e conte di Maccastorna
- Lucrezia (1587-1607)
- Alessandro (1588-1606, conte di Maccastorna
- Camillo (1590-1593), conte di Maccastorna
- Sigismondo (1591-1607), cavaliere dell'Ordine di Malta
- Eleonora (1593-?), monaca
- Camilla (1595-?)
- Camillo (1597-1645), conte di Maccastorna e militare al servizio degli Estensi
- Margherita, monaca

## Ascendenza
|                                               |                                                  |                                                           | Genitori                                           |  |  | Nonni |  |  | Bisnonni                                    |  |  | Trisnonni                                     |  |
|                                               |                                                  |                                                           |                                                    |  |  |       |  |  | 8. Antonio Bevilacqua, conte di Maccastorna |  |  | 16. Gherardo Bevilacqua, conte di Maccastorna |  |
|                                               |                                                  |                                                           |                                                    |  |  |       |  |  | 8. Antonio Bevilacqua, conte di Maccastorna |  |  | 16. Gherardo Bevilacqua, conte di Maccastorna |  |
|                                               |                                                  | 17. Costanza Bentivoglio                                  |                                                    |  |  |       |  |  | 8. Antonio Bevilacqua, conte di Maccastorna |  |  |                                               |  |
| 4. Bonifazio Bevilacqua, conte di Maccastorna |                                                  |                                                           |                                                    |  |  |       |  |  | 8. Antonio Bevilacqua, conte di Maccastorna |  |  |                                               |  |
|                                               |                                                  | 9. Caterina Contrari                                      | 18. Ambrogio Contrari, conte di Vignola            |  |  |       |  |  |                                             |  |  |                                               |  |
|                                               |                                                  | 9. Caterina Contrari                                      | 18. Ambrogio Contrari, conte di Vignola            |  |  |       |  |  |                                             |  |  |                                               |  |
|                                               |                                                  | 9. Caterina Contrari                                      | 19. Battistina Fregoso                             |  |  |       |  |  |                                             |  |  |                                               |  |
| 2. Ercole Bevilacqua, conte di Maccastorna    |                                                  | 9. Caterina Contrari                                      |                                                    |  |  |       |  |  |                                             |  |  |                                               |  |
|                                               |                                                  | 10. Carlo Strozzi, patrizio di Ferrara                    | …                                                  |  |  |       |  |  |                                             |  |  |                                               |  |
|                                               |                                                  | 10. Carlo Strozzi, patrizio di Ferrara                    | …                                                  |  |  |       |  |  |                                             |  |  |                                               |  |
|                                               |                                                  | 10. Carlo Strozzi, patrizio di Ferrara                    | …                                                  |  |  |       |  |  |                                             |  |  |                                               |  |
| 5. Contessa Strozzi                           |                                                  | 10. Carlo Strozzi, patrizio di Ferrara                    |                                                    |  |  |       |  |  |                                             |  |  |                                               |  |
|                                               |                                                  | 11. Giulia Rangoni                                        | …                                                  |  |  |       |  |  |                                             |  |  |                                               |  |
|                                               |                                                  | 11. Giulia Rangoni                                        | …                                                  |  |  |       |  |  |                                             |  |  |                                               |  |
|                                               |                                                  | 11. Giulia Rangoni                                        | …                                                  |  |  |       |  |  |                                             |  |  |                                               |  |
| 1. Ercole Bevilacqua, conte di Maccastorna    |                                                  | 11. Giulia Rangoni                                        |                                                    |  |  |       |  |  |                                             |  |  |                                               |  |
|                                               | 12. Giberto I Pio di Savoia, signore di Sassuolo | 24. Marco II Pio di Savoia, co-signore di Carpi           |                                                    |  |  |       |  |  |                                             |  |  |                                               |  |
|                                               | 12. Giberto I Pio di Savoia, signore di Sassuolo | 24. Marco II Pio di Savoia, co-signore di Carpi           |                                                    |  |  |       |  |  |                                             |  |  |                                               |  |
|                                               | 12. Giberto I Pio di Savoia, signore di Sassuolo | 25. Benedetta del Carretto                                |                                                    |  |  |       |  |  |                                             |  |  |                                               |  |
| 6. Marco Pio di Savoia, signore di Sassuolo   | 12. Giberto I Pio di Savoia, signore di Sassuolo |                                                           |                                                    |  |  |       |  |  |                                             |  |  |                                               |  |
|                                               |                                                  | 13. Eleonora Bentivoglio                                  | 26. Giovanni II Bentivoglio, signore di Bologna    |  |  |       |  |  |                                             |  |  |                                               |  |
|                                               |                                                  | 13. Eleonora Bentivoglio                                  | 26. Giovanni II Bentivoglio, signore di Bologna    |  |  |       |  |  |                                             |  |  |                                               |  |
|                                               |                                                  | 13. Eleonora Bentivoglio                                  | 27. Ginevra Sforza                                 |  |  |       |  |  |                                             |  |  |                                               |  |
| 3. Eleonora Pio di Savoia                     |                                                  | 13. Eleonora Bentivoglio                                  |                                                    |  |  |       |  |  |                                             |  |  |                                               |  |
|                                               |                                                  | 14. Gerolamo Roverella, I conte di Montenovo e Monteleone | 28. Pietro Roverella                               |  |  |       |  |  |                                             |  |  |                                               |  |
|                                               |                                                  | 14. Gerolamo Roverella, I conte di Montenovo e Monteleone | 28. Pietro Roverella                               |  |  |       |  |  |                                             |  |  |                                               |  |
|                                               |                                                  | 14. Gerolamo Roverella, I conte di Montenovo e Monteleone | …                                                  |  |  |       |  |  |                                             |  |  |                                               |  |
| 7. Lucrezia Roverella                         |                                                  | 14. Gerolamo Roverella, I conte di Montenovo e Monteleone |                                                    |  |  |       |  |  |                                             |  |  |                                               |  |
|                                               |                                                  | 15. Taddea Contrari                                       | 30. Ambrogio Contrari, III conte di Vignola (= 18) |  |  |       |  |  |                                             |  |  |                                               |  |
|                                               |                                                  | 15. Taddea Contrari                                       | 30. Ambrogio Contrari, III conte di Vignola (= 18) |  |  |       |  |  |                                             |  |  |                                               |  |
|                                               |                                                  | 15. Taddea Contrari                                       | 31. Battistina Fregoso (= 19)                      |  |  |       |  |  |                                             |  |  |                                               |  |
|                                               |                                                  | 15. Taddea Contrari                                       |                                                    |  |  |       |  |  |                                             |  |  |                                               |  |